# Hameau du Danube
Le hameau du Danube est une voie, privée, du 19e arrondissement de Paris, en France.

## Situation et accès
Le hameau du Danube est une voie privée située dans le 19e arrondissement de Paris. Il débute au 46, rue du Général-Brunet et se termine en impasse. Non loin du parc des Buttes-Chaumont, il s'intègre parmi les nombreuses villas du quartier de la Mouzaïa.
La station de métro la plus proche est Danube, desservie par la ligne 7 bis.

## Origine du nom
Elle tient son nom du voisinage de l'ancienne place du Danube, aujourd'hui place Rhin-et-Danube. 

## Historique
Le hameau du Danube, composé de 28 pavillons réalisés en 1923-1924 par Georges Albenque et Eugène Gonnot, et organisé de façon symétrique autour d’une voie en Y, a remporté le concours de façades de la ville de Paris en 1926. L'organisation de ces maisons avec jardinet rappelle l'esprit des cités-jardins comme celle de Stains, justement pensée par Georges Albenque et Eugène Gonnot.